# Cigaritis apelles
Cigaritis apelles is een vlinder uit de familie van de Lycaenidae. De wetenschappelijke naam van de soort is voor het eerst gepubliceerd in 1878 door Charles Oberthür.

## Verspreiding
De soort komt voor in  Congo-Kinshasa, Oeganda, Kenia, Tanzania, Malawi, Mozambique en Zuid-Afrika.

## Waardplanten
De rups leeft op Rhus villosa (Anacardiaceae) en Smilax anceps (Smilacaceae).

## Ondersoorten
- Cigaritis apelles apelles (Oberthür, 1878) (Zanzibar)
- Cigaritis apelles kiellandi Bouyer, 2011